# Herpy-l'Arlésienne
Herpy-l'Arlésienne est une commune française, située dans le département des Ardennes en région Grand Est.

## Géographie
|                   |                      | Condé-lès-Herpy |
| Saint-Germainmont | Herpy-l'Arlésienne   | Château-Porcien |
| Gomont            | Blanzy-la-Salonnaise |                 |

### Hydrographie
La commune est dans la région hydrographique « la Seine du confluent de l'Oise (inclus) à l'embouchure » au sein du bassin Seine-Normandie. Elle est drainée par l'Aisne,.
L'Aisne est un  cours d'eau naturel navigable de 256 km de longueur, traversant les cinq départements Meuse, Marne, Ardennes, Aisne, Oise. Elle est un affluent de rive gauche de l'Oise, ce qui fait d'elle un sous-affluent de la Seine. Elle longe la commune sur son flanc sud-est sur une longueur d'environ 1,5 km.

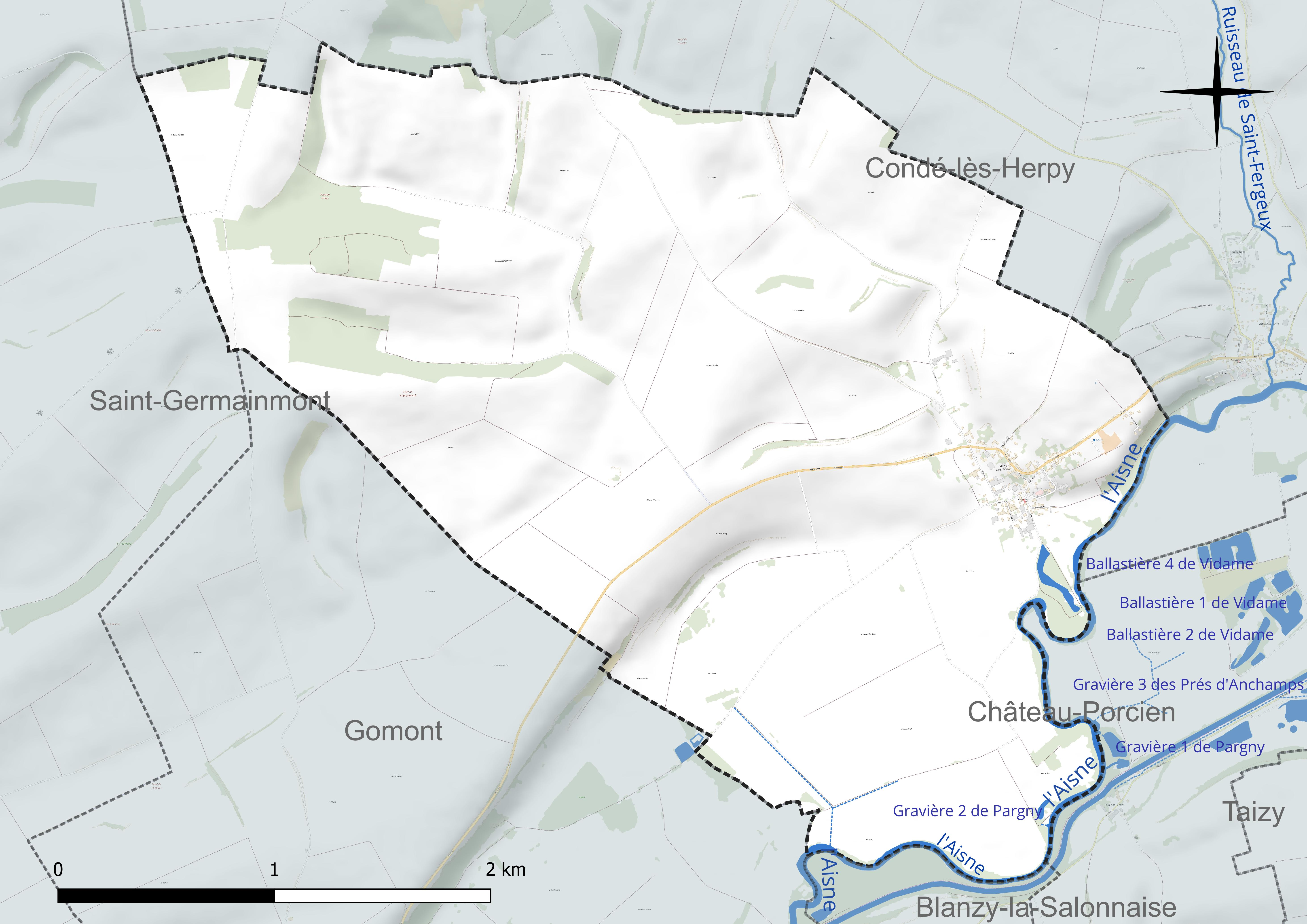
Réseau hydrographique d'Herpy-l'Arlésienne.

Un plan d'eau complète le réseau hydrographique : la gravière 2 de Pargny (0,2 ha),.

### Climat
Pour des articles plus généraux, voir Climat du Grand Est et Climat des Ardennes.
En 2010, le climat de la commune est de type climat océanique dégradé des plaines du Centre et du Nord, selon une étude du Centre national de la recherche scientifique s'appuyant sur une série de données couvrant la période 1971-2000. En 2020, Météo-France publie une typologie des climats de la France métropolitaine dans laquelle la commune est exposée à un climat océanique altéré et est dans la région climatique Nord-est du bassin Parisien, caractérisée par un ensoleillement médiocre, une pluviométrie moyenne régulièrement répartie au cours de l’année et un hiver froid (3 °C).
Pour la période 1971-2000, la température annuelle moyenne est de 10,2 °C, avec une amplitude thermique annuelle de 15,3 °C. Le cumul annuel moyen de précipitations est de 749 mm, avec 12,6 jours de précipitations en janvier et 9 jours en juillet. Pour la période 1991-2020, la température moyenne annuelle observée sur la station météorologique de Météo-France la plus proche, « Banogne-Recouvrance », sur la commune de Banogne-Recouvrance à 8 km à vol d'oiseau, est de 11,1 °C et le cumul annuel moyen de précipitations est de 773,4 mm. 
La température maximale relevée sur cette station est de 40,8 °C, atteinte le 25 juillet 2019 ; la température minimale est de −14 °C, atteinte le 10 janvier 2003,,.
Les paramètres climatiques de la commune ont été estimés pour le milieu du siècle (2041-2070) selon différents scénarios d'émission de gaz à effet de serre à partir des nouvelles projections climatiques de référence DRIAS-2020. Ils sont consultables sur un site dédié publié par Météo-France en novembre 2022.

## Urbanisme

### Typologie
Au 1er janvier 2024, Herpy-l'Arlésienne est catégorisée commune rurale à habitat dispersé, selon la nouvelle grille communale de densité à 7 niveaux définie par l'Insee en 2022.
Elle est située hors unité urbaine. Par ailleurs la commune fait partie de l'aire d'attraction de Reims, dont elle est une commune de la couronne,. Cette aire, qui regroupe 294 communes, est catégorisée dans les aires de 200 000 à moins de 700 000 habitants,.

### Occupation des sols
L'occupation des sols de la commune, telle qu'elle ressort de la base de données européenne d’occupation biophysique des sols Corine Land Cover (CLC), est marquée par l'importance des territoires agricoles (90,9 % en 2018), une proportion identique à celle de 1990 (90,9 %). La répartition détaillée en 2018 est la suivante : 
terres arables (80,9 %), forêts (6,2 %), prairies (5,7 %), zones agricoles hétérogènes (4,3 %), zones urbanisées (2,9 %). L'évolution de l’occupation des sols de la commune et de ses infrastructures peut être observée sur les différentes représentations cartographiques du territoire : la carte de Cassini (XVIIIe siècle), la carte d'état-major (1820-1866) et les cartes ou photos aériennes de l'IGN pour la période actuelle (1950 à aujourd'hui).

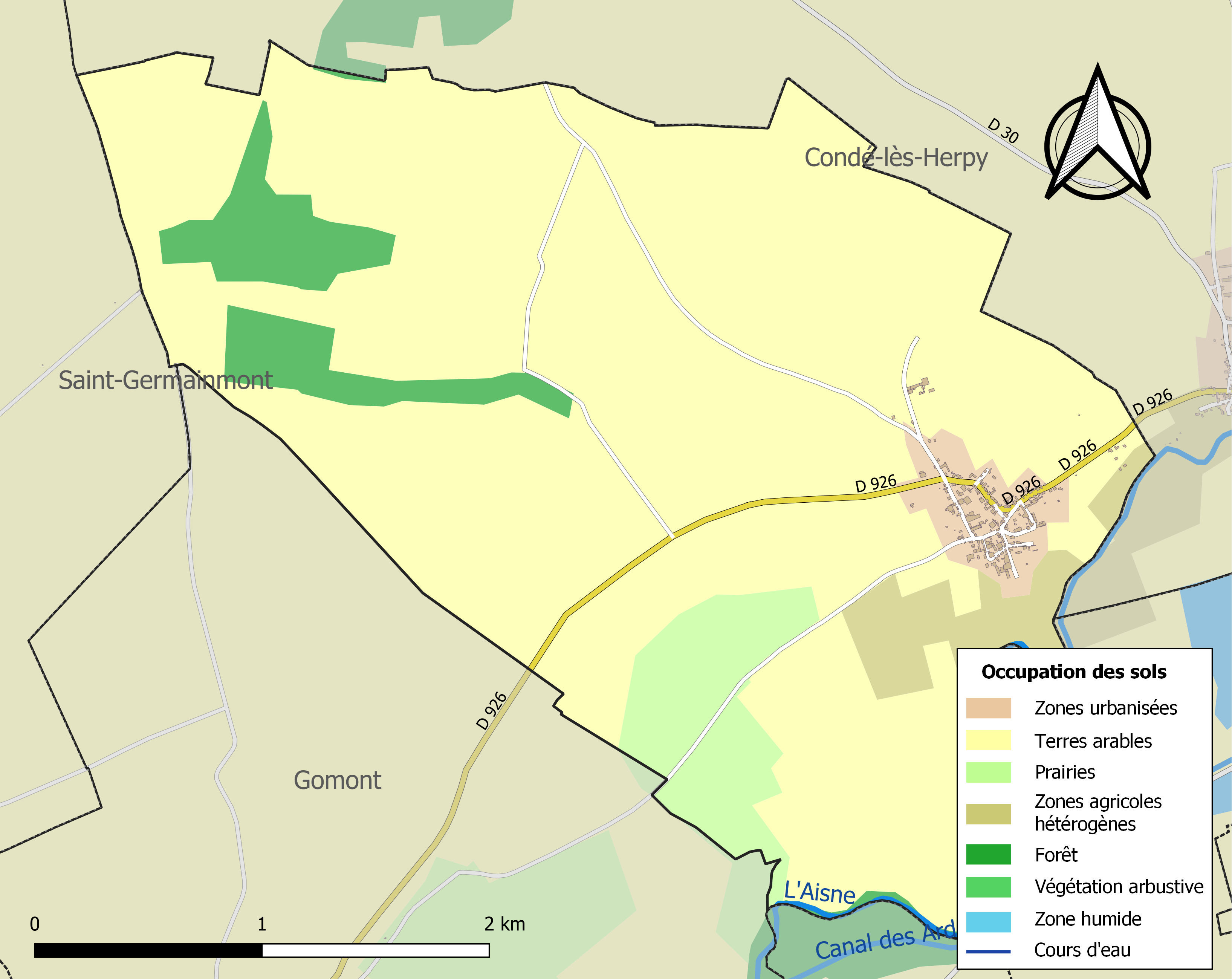
Carte des infrastructures et de l'occupation des sols de la commune en 2018 (CLC).

## Toponymie
L'ajout de l'Arlésienne à la suite de Herpy, vient de la reconstruction du village, après la Première Guerre mondiale, en remerciement envers les habitants d'Arles, qui ont subventionné en grande partie le montant des travaux.

## Politique et administration
| Période                                  | Période                   | Identité                                       | Étiquette | Qualité                                                                        |
| ---------------------------------------- | ------------------------- | ---------------------------------------------- | --------- | ------------------------------------------------------------------------------ |
| 1902                                     |                           | Maurice Braibant                               | Rad.      | Magistrat Conseiller d'arrondissement du canton de Château-Porcien (1901-1904) |
| 1977                                     | 1995                      | Marcel Cheyère                                 | UDF       | Chef d'entreprise, conseiller général du canton de Château-Porcien (1980-1994) |
| mars 2001                                | En cours (au 23 mai 2020) | Claude Regnier, Réélu pour le mandat 2020-2026 |           |                                                                                |
| Les données manquantes sont à compléter. |                           |                                                |           |                                                                                |

## Démographie
L'évolution du nombre d'habitants est connue à travers les recensements de la population effectués dans la commune depuis 1793. Pour les communes de moins de 10 000 habitants, une enquête de recensement portant sur toute la population est réalisée tous les cinq ans, les populations de référence des années intermédiaires étant quant à elles estimées par interpolation ou extrapolation. Pour la commune, le premier recensement exhaustif entrant dans le cadre du nouveau dispositif a été réalisé en 2004.

En 2022, la commune comptait 213 habitants, en évolution de +8,67 % par rapport à 2016 (Ardennes : −2,97 %, France hors Mayotte : +2,11 %).
| 1793 | 1800 | 1806 | 1821 | 1831 | 1836 | 1841 | 1846 | 1851 |
| ---- | ---- | ---- | ---- | ---- | ---- | ---- | ---- | ---- |
| 463  | 451  | 469  | 462  | 535  | 512  | 511  | 509  | 512  |

| 1866 | 1872 | 1876 | 1881 | 1886 | 1891 | 1896 | 1901 | 1906 |
| ---- | ---- | ---- | ---- | ---- | ---- | ---- | ---- | ---- |
| 448  | 409  | 383  | 390  | 391  | 357  | 315  | 283  | 290  |

| 1911 | 1921 | 1926 | 1931 | 1936 | 1946 | 1954 | 1962 | 1968 |
| ---- | ---- | ---- | ---- | ---- | ---- | ---- | ---- | ---- |
| 252  | 185  | 232  | 230  | 212  | 188  | 204  | 199  | 181  |

| 1975 | 1982 | 1990 | 1999 | 2004 | 2006 | 2009 | 2014 | 2019 |
| ---- | ---- | ---- | ---- | ---- | ---- | ---- | ---- | ---- |
| 139  | 161  | 158  | 155  | 172  | 177  | 200  | 197  | 205  |

| 2022 | - | - | - | - | - | - | - | - |
| ---- | - | - | - | - | - | - | - | - |
| 213  | - | - | - | - | - | - | - | - |

## Lieux et monuments
- Herpy est une étape de la Route du Porcien.
- Église Notre-Dame d'Herpy-l'Arlésienne.

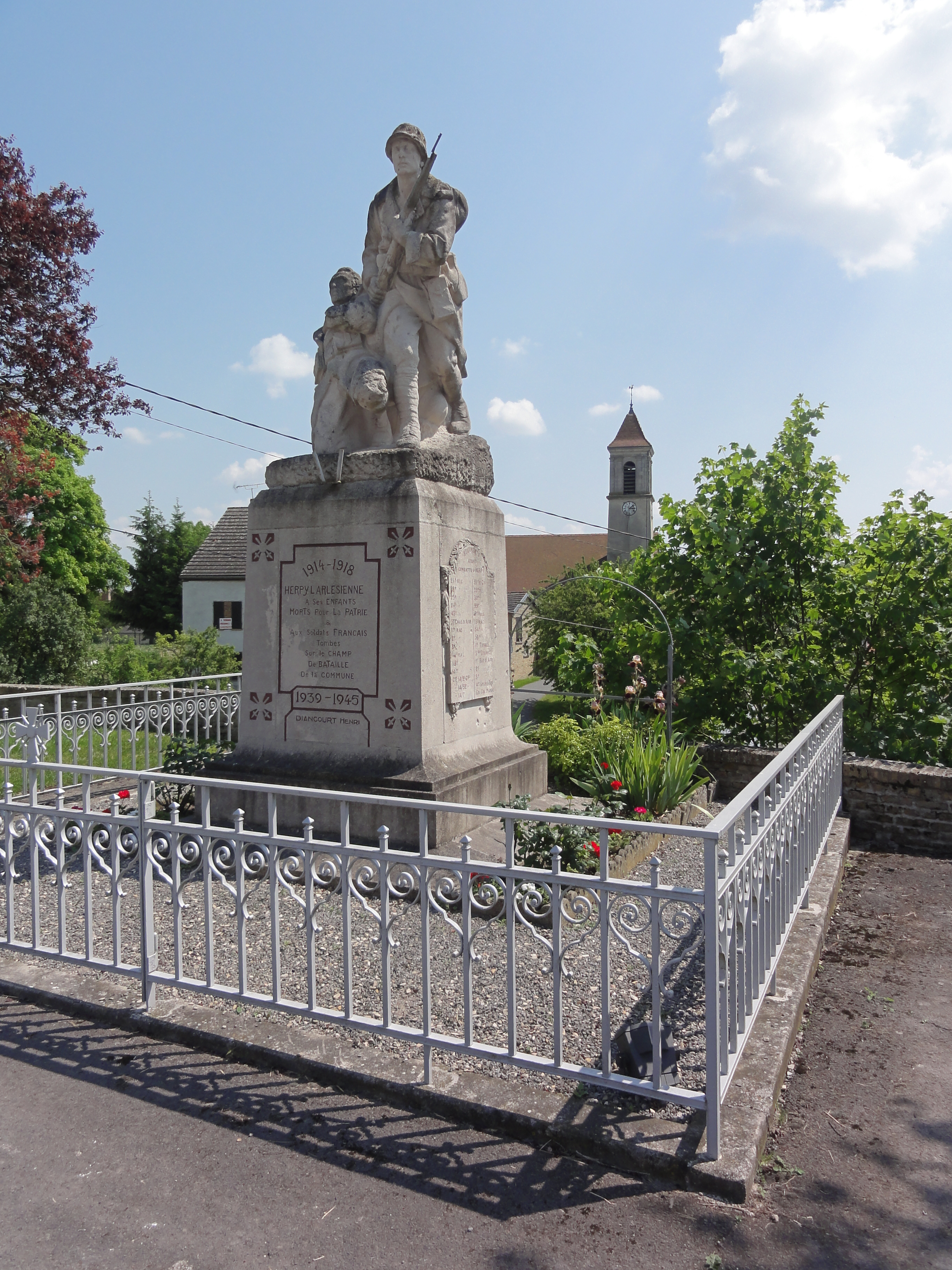
Monument aux morts.
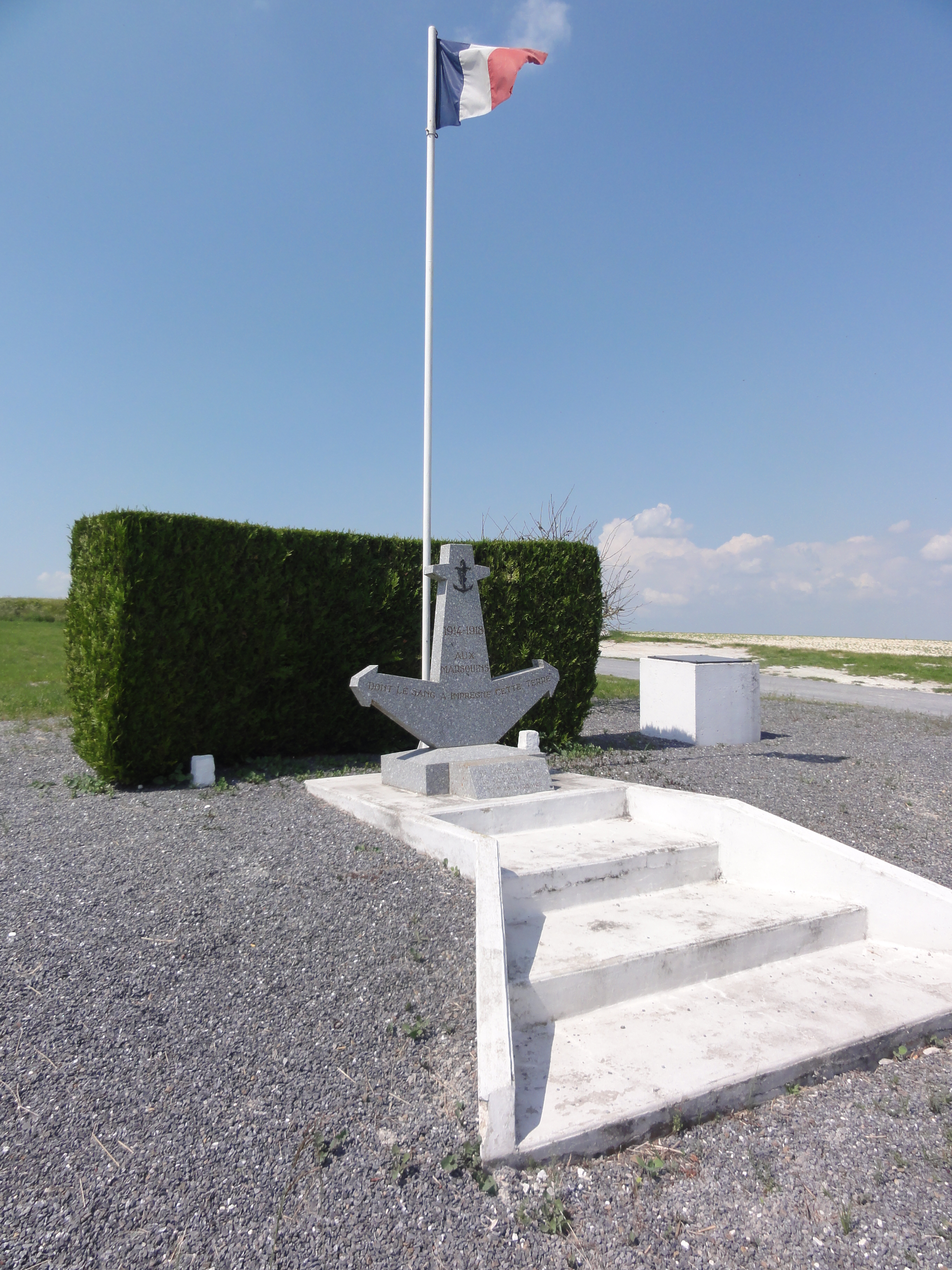
Memorial 1914-1918 des Marsouins.

## Liens externes

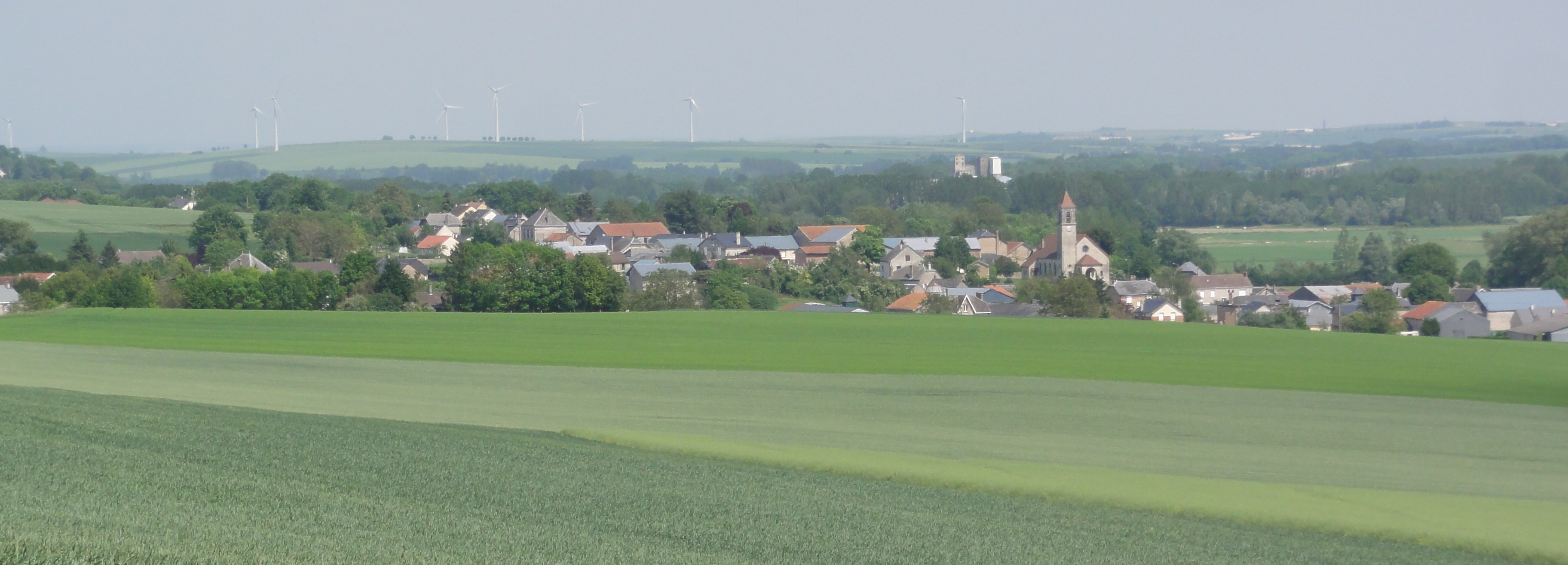
Vue sur Herpy-l'Arlésienne et éoliennes de Château-Porcien

## Personnalités liées à la commune
- Maurice Braibant.
- Charles Braibant.